# اللقاء والوداع

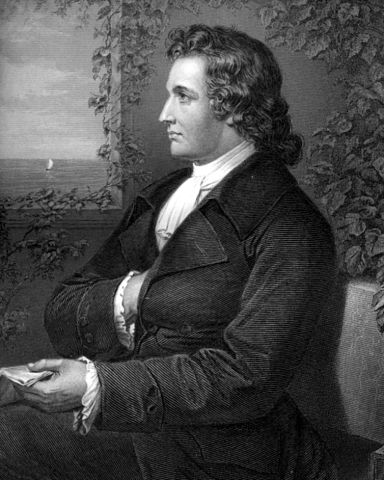
يوهان فولفغانغ فون غوته

اللقاء والوداع (بالألمانية: Willkommen und Abschied) قصيدة ألمانية من تأليف الشاعر يوهان فولفغانغ فون غوته، وتعتبر من أشهر قصائده. في 1770 ذهب غوته إلى شتراسبورج وكتب هذه القصيدة في ربيع العام التالي 1771. نشرت للمرة الأولى في العام 1775 في مجلة إيريس النسائية. كتب غوته القصيدة متأثراً بحركة العاصفة والاندفاع، ويدور موضوعها حول عشيقته فريدريكه بريون.

## وصلات خارجية
- اللقاء والوداع، على كتب جوجل.
- اللقاء والوداع، على موقع أمازون.
- اللقاء والوداع، على الفهرس العالمي.
- اللقاء والوداع، على مكتبة جامعة هارفارد.
- اللقاء والوداع (طبعة 1775)، على ويكي مصدر الألمانية.
- اللقاء والوداع (طبعة 1827)، على ويكي مصدر الألمانية.